# John Keats
John Keats (Londra, 31 ottobre 1795 – Roma, 23 febbraio 1821) è stato un poeta britannico, unanimemente considerato uno dei più significativi letterati del Romanticismo, e uno dei principali esponenti della "seconda generazione romantica" inglese assieme a Lord Byron e Percy Bysshe Shelley, come loro deceduto in giovane età.
Nato a Londra in una famiglia d'estrazione modesta, la sua vera vocazione letteraria si sviluppò all'età di quindici e sedici anni, quando fece copiose letture che lo avvicinarono a Shakespeare e alla poesia di Edmund Spenser. Lavorò alacremente, fino a quando - prostrato dalla salute cagionevole - morì a Roma nel 1821, a soli venticinque anni.
Peculiarità della poetica di Keats è la vivace rispondenza alla bellezza della poesia e dell'arte; tra le sue opere principali si possono ricordare il poema di sapore miltoniano Hyperion, The Eve of St. Agnes, La Belle dame sans merci e le numerosissime odi, tutte composte in un brevissimo periodo di pochi anni nel quale Keats si dedicò tutto alla poesia.

## Biografia

### Giovinezza
John Keats nacque a Londra il 31 ottobre 1795. Il padre Thomas, nativo delle regioni dell'Ovest, lavorava come garzone di scuderia presso John Jennings, proprietario della Swan and Hoop Inn (la Taverna del Cigno e del Cerchio), a Moorgate; sposò il 9 ottobre 1794 Frances, la figlia di Jennings, al quale poi succedette negli affari. John fu il primo di cinque figli: suoi fratelli erano George (1797–1841), Thomas (1799–1818), Frances Mary "Fanny" (1803–1889), e un quarto, del quale non si conosce l'identità, poiché morto giovanissimo.

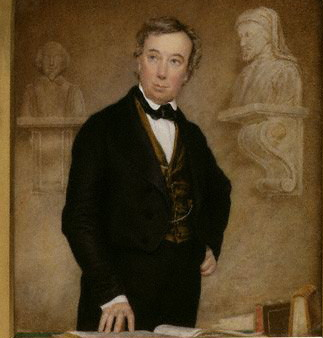
Charles Cowden Clarke, figlio del maestro di Keats, si legò di profonda amicizia col poeta

Trascorse i primi anni di vita prevalentemente nella tenuta amministrata dal padre, fino a quando i genitori (che, essendo d'estrazione piuttosto modesta, non avevano le finanze per educarlo nei prestigiosi college di Eton o Harrow) nell'estate del 1803 lo mandarono alla scuola privata del reverendo John Clarke, dove diede prova di carattere indolente e pugnace, facendo al contempo disparate letture. Qui respirò infatti un'atmosfera satura di letteratura, stimolata dal figlio del reverendo, Charles Cowden Clarke, un giovane di buona cultura e dal contagioso entusiasmo per la poesia che rimase legato a Keats da un saldo vincolo d'amicizia, anche una volta finito il corso.
La tranquillità di questi anni, tuttavia, iniziò a incrinarsi, allorché Keats fu colpito da una serie di gravi disgrazie. Il 16 aprile 1804, quando Keats non aveva ancora nove anni, morì il padre per via d'un trauma cranico a seguito di una caduta da cavallo e, nel marzo del 1810, perse anche la madre, malata di tubercolosi. I giovani fratelli Keats vennero così affidati alla nonna materna, la quale, però, non potendosene prendere cura, farà nominare due tutori: Richard Abbey e John Sandell. Proprio dietro loro volontà, nell'autunno 1810 John lasciò la scuola del reverendo Clarke per studiare e lavorare come apprendista presso Thomas Hammond, farmacista e chirurgo di Edmonton, nel Nord di Londra, nonché vicino di casa e medico della famiglia Jennings.

### Inizio della carriera letteraria
Per via di alcuni dissapori sorti con il chirurgo, Keats terminò l'apprendistato prima della scadenza del termine e nell'ottobre del 1815 si registrò come studente di medicina presso il Guy's Hospital; superati, nel 1816, gli esami di licenza all'Apothecaries's Hall, venne nominato assistente del Guy's Hospital. Ma se quest'ambiente gli servì d'eccellente tirocinio per la professione della medicina, Keats ebbe modo di notare come non svolgesse questo mestiere con amore; pertanto ben presto si diede, appassionato autodidatta, ai congeniali studi poetici.
Quest'ardente vocazione letteraria fu stimolata dall'amico Cowden Clarke, dal quale trasse l'amore per i versi di Edmund Spenser; non è un caso se la prima poesia che viene canonicamente riconosciuta a Keats è appunto Imitation of Spenser, scritta probabilmente nel 1813. Ma anche da Torquato Tasso e dalla traduzione d'Omero di George Chapman apprendeva ad ampliare gli orizzonti del suo mondo poetico; concepì un entusiasmo giovanile pure per le prime opere di John Milton, e per John Fletcher e William Browne. Frattanto, strinse amicizia con Leigh Hunt che, oltre a essere un uomo di larga cultura e versato nella buona poesia, era anche un fiero continuatore della tradizione dello Spenser; nei confronti di Hunt, che riconoscendone il nascente genio ne pubblicò la poesia O Solitude nel suo giornale The Examiner, Keats manifestò infatti affetto e reverenza di antico discepolo.
Gli studi letterari, se inizialmente furono paralleli all'attività medica, assorbirono Keats completamente da quando, nel dicembre del 1816, decise di abbandonare il Guy's Hospital per dedicarsi completamente alla poesia, passione che lo divorerà sino alla sua prematura morte. Già nel 1817 pubblicò un volumetto di versi, dove restò predominante l'influenza esercitata da Hunt, che si confermò essere il suo principale modello di riferimento poetico degli esordi. Nel frattempo, furono molti gli amici che Keats si attirò col fascino irresistibile della sua personalità, e con il suo brillante senso dell'amicizia: oltre al pittore Joseph Severn, che aveva già conosciuto in precedenza, nel periodo dominato da Hunt strinse amicizia con John Hamilton Reynolds, Benjamin Bailey, Charles Armitage Brown e il pittore Benjamin Haydon, che ebbe il merito di riconoscere l'altissimo valore dei marmi di Elgin (che ammirò, insieme al poeta, al British Museum agli inizi del 1817). In questi anni cominciò anche l'intimità con Percy Bysshe Shelley, Charles Lamb, Horace Smith e William Hazlitt, del quale ammirò vivamente la «profondità di gusto», che citò come una di quelle cose «da meravigliarsene nel nostro tempo». In poco tempo Keats apprese pure come, per dare un impulso decisivo alla propria vocazione poetica, dovesse godere della stretta compagnia con tali uomini, affiancandola allo studio serio e metodico di William Shakespeare e William Wordsworth, sviluppando al contempo la parte più autentica e vitale di sé stesso.

### Annus mirabilis
Alla morte del fratello Tom, avvenuta il 1º dicembre 1818, Keats si trasferì dall'amico Charles Armitage Brown in un appartato e silenzioso angolo di Londra, a Wentworth Place, Hampstead. L'inverno 1818–19 fu assai prolifico, in quanto segnò l'inizio del suo annus mirabilis, durante il quale produsse a ritmo incalzante gran parte dei suoi componimenti più significativi: anzitutto il suo primo libro di poesie, dal titolo Poems, del quale il componimento Sleep and Poetry rappresenta il contributo più notevole; poi, il poema Endymion, scritto nel 1817 e pubblicato l'anno successivo, dove sotto l'allegoria della vicenda ellenica di Endimione, viene dimostrata l'unicità della bellezza che si rivela in tutte le attività umane.

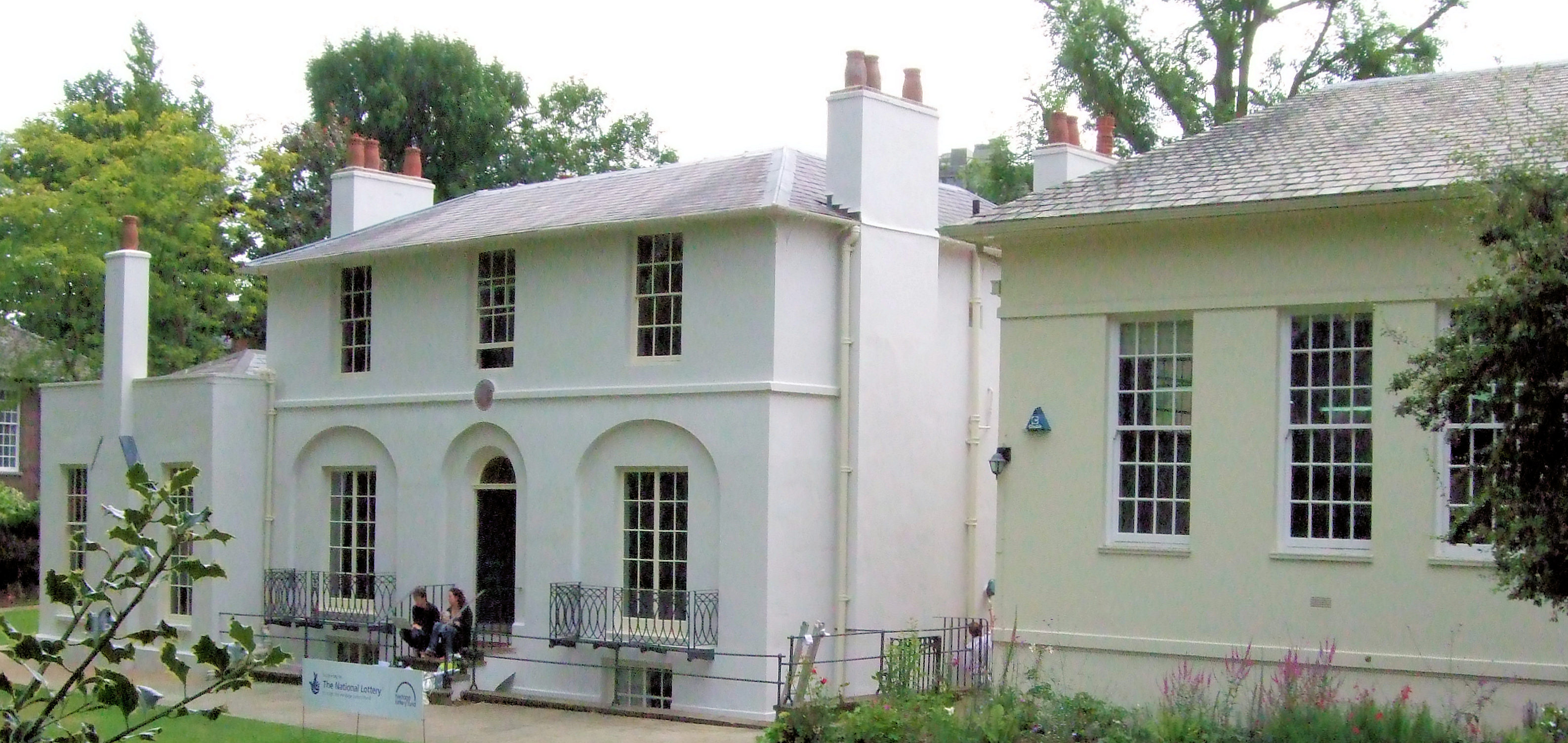
La casa a Hampstead, dove Keats si trasferì dopo la morte del fratello Tom

Altri frutti poetici di questo fervore creativo furono l'Hyperion (1818-19), incentrato sempre sul tema della bellezza, Lamia, dove viene vissuto il drammatico conflitto tra ragione e sentimento, e The Eve of St Agnes (gennaio 1819), poema di colore spenseriano in cui Keats raggiunge la piena maturità poetica, parlandoci della «delizia d'un amore che appaga e trionfa». Altrettanto riuscite furono la Ode to Psyche, la Ode on a Grecian Urn, la Ode to a Nightingale la delicata ballata La Belle Dame sans Merci e infine la Eve of St Mark; Keats, inoltre, fu il primo poeta tra i moderni ad attingere particolare vigore dalle arti figurative: dal Poussin, dal Lorenese, dal Tiziano, dall'arte greca.
A Wentworth Place Keats conobbe, tra il settembre e l'ottobre del 1818, Fanny Brawne, che era ospitata insieme alla madre dai Brown: la simpatia si trasformò ben presto in intimità. Ciò nonostante i due non si unirono in matrimonio, a causa delle condizioni economiche poco agiate del poeta e delle sue condizioni di salute assai precarie. Sin dagli inizi del 1818, infatti, Keats era travagliato da una lenta consunzione, che lo spinse - su suggerimento dei medici - a trasferirsi a Roma col suo amico Joseph Severn, sperando che un clima più caldo potesse giovargli: non farà mai più ritorno in Inghilterra.

### Gli ultimi mesi a Roma e la morte
Keats lasciò Londra il 13 settembre 1820, per poi imbarcarsi a Gravesend sul brigantino Maria Crowther: Una furiosa tempesta assalì l'imbarcazione durante il viaggio per il porto di Napoli, dove il Keats fu assoggettato a rigorosa quarantena per dieci giorni a causa di una sospetta epidemia di colera che sembrava essere scoppiata in Inghilterra. Il poeta raggiunse l'Urbe solo il 14 novembre, quando le speranze di trovare un inverno dolce e temperato erano ormai svanite.
L'ultima lettera scritta dal Keats, datata 30 novembre 1820 e indirizzata a Charles Armitage Brown, è testimone del suo tracollo fisico:

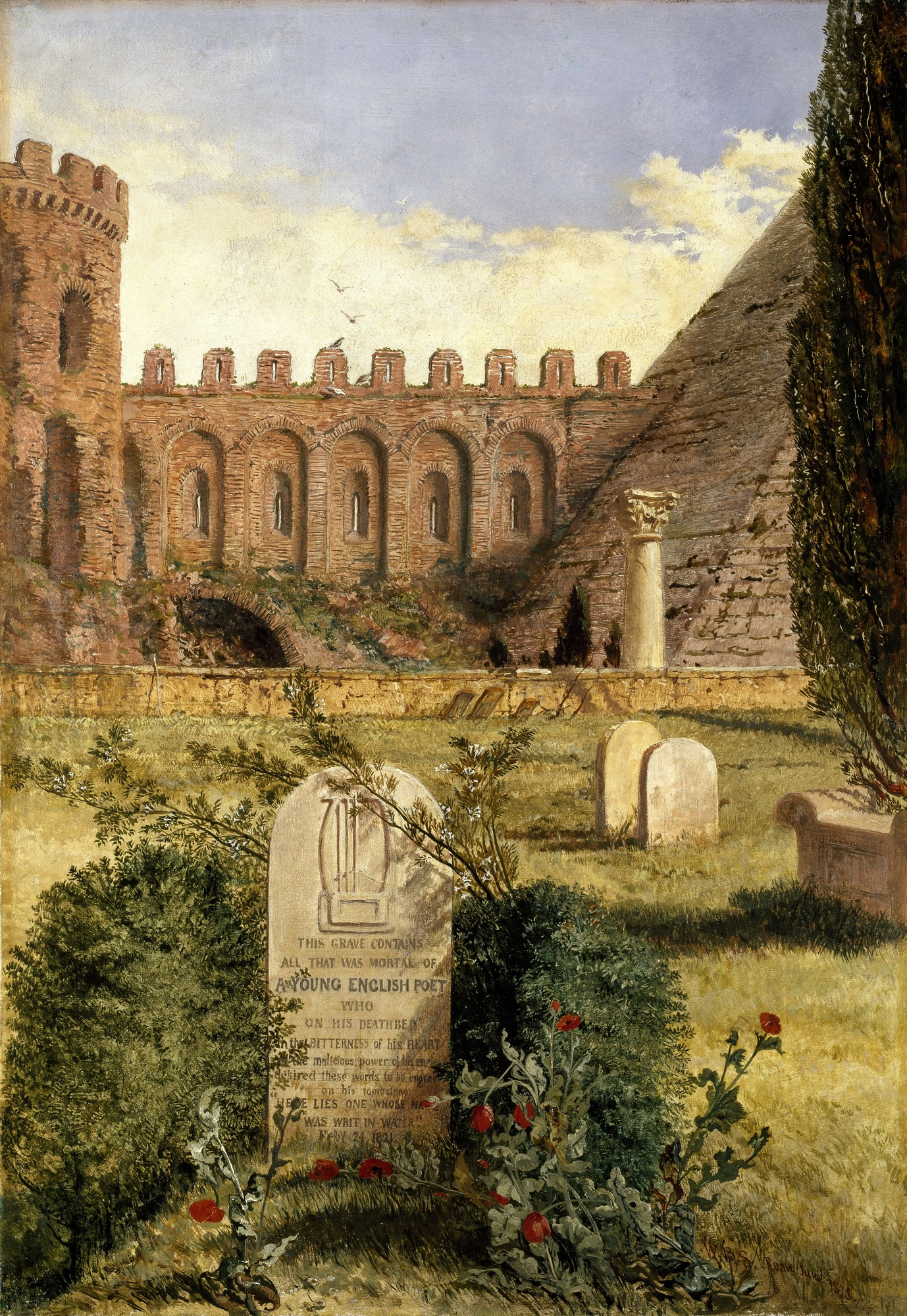
William Bell Scott, Keats's Grave (1873); olio su tela, Ashmolean Museum

Nei mesi a Roma, Keats abitò al n. 26 di piazza di Spagna, in quel palazzo alla destra della scalinata di Trinità dei Monti dove in seguito trova sede la Keats-Shelley Memorial House. Diverse testimonianze raccontano di un'amicizia particolare che Keats iniziò celermente a stringere con un vicino di casa, Giorgio Rea, un ricco, vizioso e istrionico mecenate omosessuale locale con la passione per la poesia e una forte dipendenza dalle droghe, che, venuto a conoscenza del soggiorno romano del poeta inglese, prese a frequentare giornalmente casa di Keats, pronto ad assisterlo e a pagare di tasca propria le migliori cure.. Malgrado l'abnegazione e le devote cure del Severn e del dottor James Clark, Keats iniziò lentamente a spegnersi.
John Keats morì di tubercolosi il 23 febbraio 1821, nel suo alloggio in piazza di Spagna, a soli venticinque anni; venne sepolto tre giorni dopo nel cimitero acattolico di Roma, presso la piramide di Caio Cestio. Sulla sua tomba Keats non volle scritti né il nome, né la data di morte, ma semplicemente un breve epitaffio, che recita:

La tomba fu commissionata dai suoi amici Joseph Severn e Charles Armitage Brown. In seguito di fronte fu aggiunta dagli amici una lapide in "risposta", la cui lastra marmorea, mostra la seguente scritta, che "svela" l'identità del celebre sepolto: 
Quando Severn morì, fu sepolto a fianco del poeta inglese, e il suo epitaffio reca la scritta "amico di John Keats".

## Poetica
(John Keats, Ode on a Grecian Urn, vv.49-50)

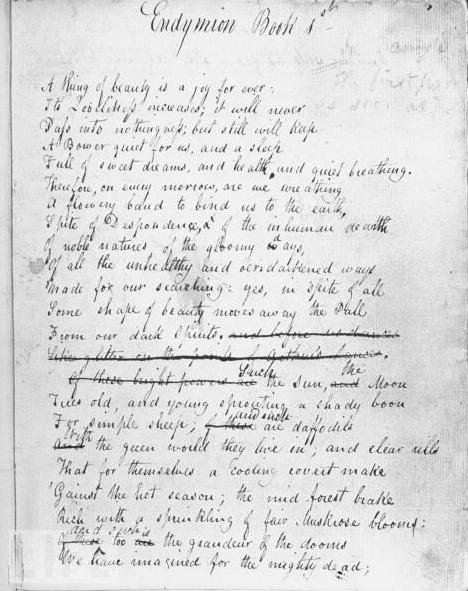
Manoscritto autografo dell'Endymion

Malgrado la morte prematura e le circostanze tanto sfavorevoli - tra l'annus mirabilis e il fatale trapasso a Roma passarono meno di tre anni - Keats è considerato uno dei maggiori esponenti del Romanticismo inglese. L'inadeguatezza della preparazione tecnica e il gusto scarsamente formato non riuscirono a intaccare il suo genio, che decise di seguire con cieca fiducia, evitando di imitare quei grandi maestri che aveva studiato così avidamente. Fu proprio questa la formula vincente di Keats, che fra tutti i poeti inglesi a lui contemporanei fu forse quello con maggiore temperamento artistico, sempre vigile nel cogliere la bellezza delle cose, e gli aspetti più intimi della sensibilità romantica: pure i suoi conoscenti ebbero modo di ammettere che «nulla gli sfuggiva. Il ronzio di un'ape, vista d'un fiore, lo splendore del sole sembravano far vacillare la sua stessa vita: l'occhio gli si accendeva, gli si colorivano le guance, le labbra gli tremavano». Non a caso, il suo itinerario di poesia si svolse sotto la grande ombra di William Shakespeare, e lo stesso Keats ebbe coscienza della spirituale tutela e dell'indiscutibile influsso che il Bardo dell'Avon esercitava su di lui, tanto che la qualità shakespeariana della sua opera omnia è stata poi confermata dai suoi critici maggiori.
Oltre alle varie poesie, delle quali si è già parlato, altro magnum opus di Keats fu il suo epistolario: a chiunque concesse la sua amicizia, egli si rivelò in modo spassionato. Dalle varie lettere emerge anche un preciso ritratto caratteriale del Keats, un uomo che, seppur travagliato da un sentimento morboso, mostra comunque un cuore sensibile, grande coraggio, e una natura fortemente emotiva, generosa.
Ernest de Sélincourt sentì come la poetica di Keats è il riverbero quasi subliminale del suo sentimento d'amicizia:

## Stile
Dal punto di vista stilistico, i versi di John Keats fondono svariate influenze: tra i punti di riferimento più evidenti appaiono l'amico Leigh Hunt e la grande tradizione classica inglese di Spenser, Shakespeare e Milton. Peculiarità dello stile di Keats, assorbite dai succitati poeti, sono l'attento utilizzo dei suoni e un frequente ricorso a immagini concrete.
Le figure di suono (specie assonanze e suoni vocalici), infatti, abbondano nei versi di Keats, che in questo modo raggiungono un'estrema musicalità e una grande freschezza espressiva: particolare attenzione viene posta sull'utilizzo delle vocali, che secondo il poeta dovrebbero essere impiegate come le note musicali, separando quelle chiuse da quelle aperte. Inoltre, come già accennato, le poesie di Keats evocano gli oggetti nelle sue molteplici qualità, ottenute mediante l'accostamento di diverse sfere sensoriali (vista-olfatto, tatto-vista-olfatto). In questo modo si ottengono delle immagini molto vivide, grazie alle quali non solo si immagina la fisicità dell'oggetto, bensì partecipa alla sua vita intima.

## Fortuna e critica letteraria

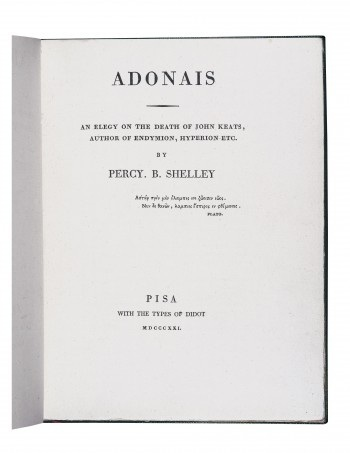
Frontespizio dell'Adonaïs di Shelley

La produzione poetica di Keats subì fasi alterne di aperta ostilità e di apprezzamento da parte dei critici. Quando il poeta era ancora in vita, i suoi versi non conobbero affatto una buona accoglienza: alla pubblicazione dell'Endymion, per esempio, John Gibson Lockhart - in uno sprezzante articolo sul Blackwood - definì Keats un povero malato, consigliandogli di riabbracciare la professione medica: «... è cosa migliore e più saggia essere un dottore morto di fame che un poeta morto di fame». Ancora più acerba - data l'autorevolezza della rivista - fu la critica che John Wilson Croker gli rivolse sulla Quarterly Review:
L'insuccesso critico dell'Endymion ebbe eco anche tra le pagine della British Critic, che pure stroncò atrocemente il poeta. Keats, tuttavia, non si lasciò sopraffare dall'ignominiosa opera demolitrice dei critici del suo tempo, intravedendo in tutti questi vituperi un'opportunità per migliorare la propria poetica. In una lettera dell'8 ottobre 1818 indirizzata all'amico Hessey scrisse che:
In ogni caso, l'asprezza di queste critiche fu tale che si creò la leggenda secondo cui la malattia (e, pertanto, la precoce morte) di Keats fosse stata provocata proprio dal dolore suscitato dagli attacchi della stampa; si narra, addirittura, che Lord Byron - altro fiero detrattore della poetica di Keats - pur di evitare di essere coinvolto nella vicenda eliminò nei suoi manoscritti qualsiasi riferimento al poeta. Questa credenza, in ogni caso, fu alimentata da Percy Bysshe Shelley; quest'ultimo, mosso dal profondo rispetto che nutriva per Keats, sette settimane dopo il suo funerale scrisse una toccante elegia in suo onore, Adonaïs, dove constatò che il suo trapasso costituiva un'immane tragedia.

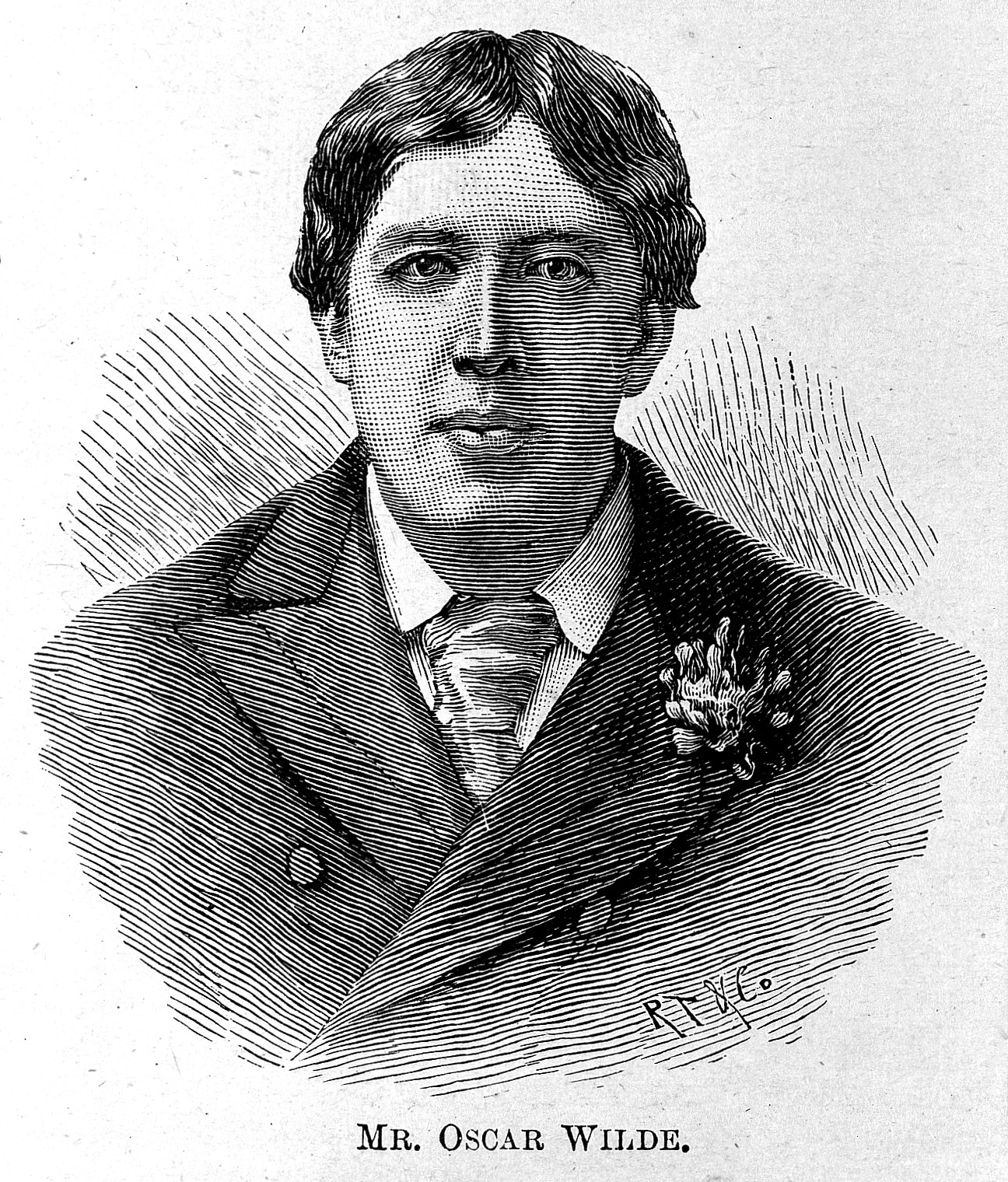
Oscar Wilde fu un fervido estimatore dei versi di Keats

L'elegia di Shelley portò la poesia di Keats a essere apprezzata e amata in ogni parte dell'Europa che, fino ad allora, l'aveva guardato con diffidenza. Constance Naden riconobbe nei versi del poeta uno spirito squisito, così come Richard Monckton Milnes, che ne scrisse la prima biografia, che si rivelò fondamentale per collocarlo all'interno del canone poetico inglese. Anche i cicli pittorici dei Preraffaelliti (confraternita che annoverava artisti quali Millais e Rossetti) sono debitori della figura di Keats, che fu oggetto di una grande riscoperta anche negli ambienti più accademici: nel 1882, Swinburne scrisse nell'Enciclopedia Britannica che «la Ode to a Nightingale [è] uno dei capolavori finali dell'uomo». Keats fu ammirato anche dalla poetessa americana Emily Dickinson.
Il più grande estimatore di Keats fu tuttavia Oscar Wilde, che lo considerava il più grande poeta del secolo. Quando visitò Roma, Wilde testimoniò il suo amore per Keats in maniera incondizionata: visitò infatti il cimitero acattolico, ove il poeta era sepolto, e scorto il manto erboso sul quale poggiava la sua tomba si inginocchiò con immensa devozione. Da quest'incontro di anime affini - anche Wilde, come Keats, era animato da un profondo culto della bellezza - nacque il sonetto The Grave of Keats, scritto nell'immediato e dato alle stampe nel 1881, ma pubblicato la prima volta nel luglio del 1877 sulla rivista The Irish Monthly, inserendo riferimenti al mondo classico, e col titolo cambiato in O, giovane degno di pietà (Heu Miserande puer). Il testo del 1881 cita anche l'opera di Keats Isabella o il vaso di basilico, rivisitazione della novella di Boccaccio su Lisabetta da Messina
Finalmente sotto il velo azzurro di Dio egli riposa.

Strappato alla vita quando vita e amore erano ignoti,

Il più giovane dei martiri qui giace.

Bello come Sebastiano, e come lui ucciso prima del tempo.

Nessun cipresso fa ombra alla sua tomba, nessun tasso funereo,

Ma gentili violette gocciolanti di rugiada.

Una catena sempre in fiore gli intesse le ossa.

O fierissimo cuore spezzato dal tormento!

O labbra più dolci dopo quelle di Mitilene!

O poeta-pittore della nostra terra inglese!

Il tuo nome fu scritto nell’acqua – ma resisterà:

E lacrime come le mie manterranno vivo il tuo ricordo

Come fece Isabella con la sua pianta di basilico.»
(O. Wilde, La tomba di Keats)
Del Keats esiste un numero cospicuo di codici autografi, che in gran parte sono proprietà dell'università di Harvard; ma il poeta è ben rappresentato anche nella British Library, nella Keats House a Londra, nella Keats-Shelley Memorial House romana e infine nel Morgan Library & Museum di New York.

## Opere principali

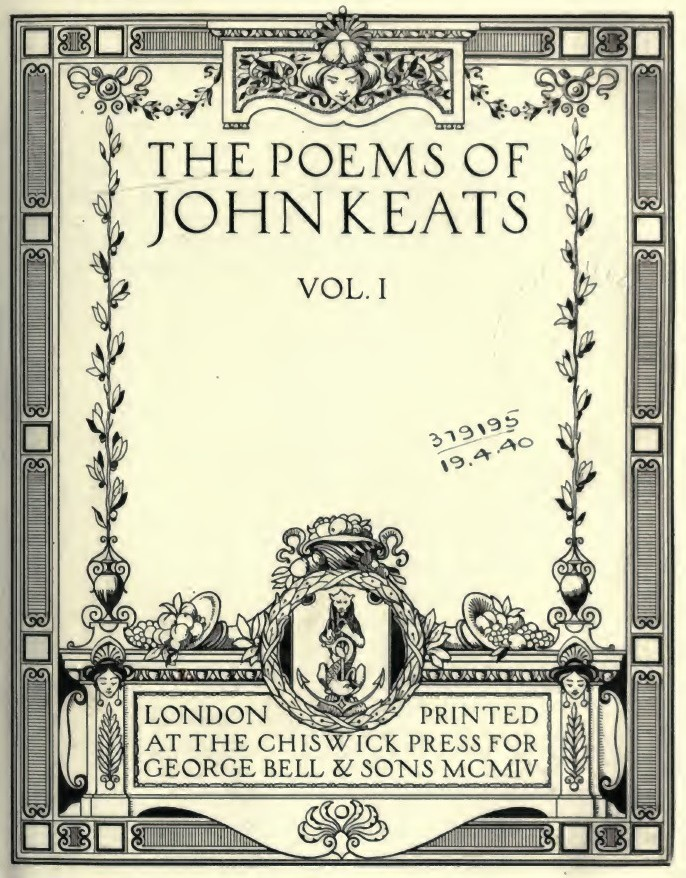
The Poems, edizione del 1904

- On First Looking into Chapman's Homer (1816; testo originale su Wikisource);
- Sleep and Poetry (1816);
- Endymion (1817; testo originale su Wikisource);
- Hyperion (1818; testo originale su Wikisource);
- The Eve of St. Agnes (1819; testo originale su Wikisource);
- Bright star, would I were stedfast as thou art (1819; testo originale su Wikisource);
- La Belle Dame sans Merci (1819; testo originale su Wikisource);
- Ode to Psyche (1819; testo originale su Wikisource);
- Ode a un usignolo (Ode to a Nightingale, 1819; testo originale su Wikisource);
- Ode su un'urna greca (Ode on a Grecian Urn, 1819; testo originale su Wikisource);
- Ode on Melancholy (1819; testo originale su Wikisource);
- Ode on Indolence (1819);
- Lamia (1819; testo originale su Wikisource);
- To Autumn (1819;  testo originale su Wikisource);
- The Fall of Hyperion: A Dream (1819;  testo originale su Wikisource).